# شوجی نونوشیتا
شوجی نونوشیتا (انگلیسی: Shoji Nonoshita؛ زادهٔ ۲۴ مهٔ ۱۹۷۰) بازیکن فوتبال اهل ژاپن است.
از باشگاه‌هایی که در آن بازی کرده‌است می‌توان به باشگاه فوتبال کونسادول ساپورو و باشگاه فوتبال گامبا اوساکا اشاره کرد.